# Guy Dugdale
Guy Dugdale   (Stratford-upon-Avon, 9 d'abril de 1905 - Westminster, 4 de setembre de 1982) va ser un pilot de bobsleigh anglès que va competir durant la dècada de 1930.
El 1936 va prendre part en els Jocs Olímpics de Garmisch-Partenkirchen, on guanyà la medalla de bronze en la prova de prova de bobs a 4 del programa de bobsleigh. Va formar equip amb Frederick McEvoy, James Cardno i Charles Green.